# 八田知大
八田 知大（はった ともひろ）は、NHKのアナウンサー。

## 来歴
北海道札幌市出身。北海道札幌北高等学校、早稲田大学国際教養学部卒業後、2009年4月に入局。
2020年3月の人事異動で東京アナウンス室へ異動し、同月末から2年間『ニュースウオッチ9』のフィールドリポーターを務めた。

## 人物
- 好きな食べ物：あんこ[5]
- 趣味、特技：詩吟、歌、スキー、水泳、ゴルフ[5]
- 心身リフレッシュ術：海水浴、山登り[5]
- 家族：妻、子供の4人暮らし[6][7]。連続テレビ小説は家族で見ている[8][9]。

### 挿話
- 同期の伊藤海彦アナウンサーから、よく「八田、暇？今何してるの？」とメールが届いて戸惑うが、誘いは断ったことはなく仲が良い[10]。

## 担当番組
太字は、現在出演（担当）中。

### 長崎放送局時代（2009年度 - 2012年度）
- 土曜スタジオパーク - 新人お披露目（2009年5月23日）
- 長崎県のニュース・中継・リポート
- スポーツ中継 - 野球中継での実況[1]

### 津放送局時代（2013年度 - 2016年度）
- ほっとイブニングみえ - キャスター[11]（2014年4月 - 2017年3月）

### 広島放送局時代（2017年度 - 2019年度）
- おはようちゅうごく - キャスター[12]（2017年4月 - 2018年3月）
- ひるブラ（2017年10月30日・31日）
- おはようひろしま - キャスター[13]（2018年4月 - 2020年3月）
- 広島県・中国地方のニュース
- お好みワイドひろしま - 黒田信哉のキャスター代行など（不定期）
- ラウンドちゅうごく[14] - キャスター（2019年4月 - 2020年3月）
- ひろしま コイらじ[14] - パーソナリティ 隔週火曜
- ニュースウオッチ9 - 代理フィールドリポーター（2018年12月17日 - 21日[15]、2019年9月17日 - 20日）
- 首都圏ニュース845 - キャスター代行（2018年12月19日）
- 令和元年 広島平和記念式典 - 式典実況（2019年8月6日）
- いのちのうたフェス2019 - サブMC（中国地方：2019年8月6日 / 全国放送：2019年8月9日）
- あさイチ - 「広島で発見!王様グルメ＆謎のディープスポット」ナビゲーター（2019年12月12日）

### 東京アナウンス室時代（2020年度 - ）
- ニュースウオッチ9 - フィールドリポーター（2020年3月30日 - 2022年4月1日）
- まるっと!みえ - 津放送局の応援要員でメインキャスターを代行（2022年1月11日 - 13日）
- NHKニュースおはよう日本 - （平日5時台キャスター、6時台 - 7時台ニュースリーダー：2022年4月4日 - 2024年3月15日[16]）
  - 2022年度は佐藤俊吉、2023年度は金子峻、小野文明との1週間ごとのローテーション。9時台のニュース・気象情報も兼務。
- ニュース・気象情報（平日14時台 - 16時台・不定期）
- ジャーナルクロス - 司会（2022年4月 - 2023年3月）
- お好み845（2024年4月4日） - 広島放送局への応援
- ニュースウオッチ9（ナレーション、ニュースリーダー：2024年4月8日 - ）[17]
- サタデーウオッチ9（ナレーション、ニュースリーダー：2024年5月11日 - ）[17]
  - 上記2番組は、夜間の宿直要員として、2024年度は、利根川真也（9月まで）、角谷直也、片山智彦とともに「月曜日 - 水曜日」か「木曜日 - 土曜日」のいずれかのまとまりを持ち回りで担当。
- NHKニュース7（リポーター：2024年4月30日 - 2025年2月20日）
- 正午のニュース（利根川真也の代理キャスター：2024年9月7日、23日、11月2日、12月20日 - 22日、2025年1月11日 - 12日、18日 - 19日、2月28日、4月5日 - 6日、8月8日 - 11日）
- 午後LIVE ニュースーン（2024年12月20日：利根川真也の代理ニュースリーダー）

## 同期のNHKアナウンサー
- 池田伸子
- 伊藤海彦
- 牛田茉友（退職）
- 角谷直也
- 勝呂恭佑
- 合原明子
- 酒匂飛翔
- 佐々木彩
- 佐藤誠太
- 鈴木遥
- 廣瀬雄大
- 深川仁志
- 深澤健太